# 올림픽 유고슬라비아 선수단
올림픽 유고슬라비아 선수단은 유고슬라비아를 대표하여 올림픽에 참가했던 선수단이다. 유고슬라비아 팀은 1920년 올림픽에 처음으로 참가했다. 이전에는 오스트리아-헝가리 제국에 속해 있던 크로아티아, 슬로베니아, 세르비아 북부 보이보디나 출신의 몇몇 선수들이 오스트리아 또는 헝가리를 대표하여 경쟁했다. 두 명의 선수로 구성된 소규모 팀이 1912년 하계 올림픽에서 세르비아를 대표하여 경쟁했다.
유고슬라비아는 세 가지 국가로 구성된 올림픽 팀으로 지정되었다.
- 유고슬라비아 왕국(1920년부터 1936년까지 공식적으로는 세르비아, 크로아티아, 슬로베니아 왕국으로 불림)
- 1948년부터 1992년 동계 올림픽까지 유고슬라비아 사회주의 연방 공화국
- 1992년부터 2002년까지 형성된, 유고슬라비아 연방 공화국은 유고슬라비아 해체 후 몬테네그로와 세르비아만으로 이루어진 합동 국가

후계국 중 두 국가(크로아티아와 슬로베니아)가 1992년 동계올림픽부터 독립팀으로 출전하기 시작했고, 보스니아헤르체고비나는 1992년 하계올림픽과 2008년 하계올림픽부터 독립팀으로 출전하기 시작했다. 이전 자치주였던 코소보는 2016년 하계 올림픽에서 독립 국가대표팀으로 올림픽 데뷔전을 치렀다.

## 같이 보기
- 분류:유고슬라비아의 올림픽 참가 선수